# Lachine
Lachine foi uma localidade na ilha de Montreal no sudoeste do Québec, Canadá. Em 2002 perdeu seu estatuto de município e passou a ser um bairro (arrondissement) da cidade de Montreal.

## Geografia
Está localizado na parte sudoeste da ilha de Montreal, no acesso ao canal de Lachine, entre a cidade de LaSalle, e a cidade de Dorval. Era uma cidade separada até as fusões municipais de 1 de janeiro de 2002 e permaneceu assim depois da reforma administrativa de 1 de janeiro de 2006.
Lachine faz divisa a noroeste com a cidade de Dorval, a nordeste com Saint-Laurent, a leste com Côte-Saint-Luc, Montreal West e uma pequena parte de Le Sud-Ouest, e ao sul por LaSalle. Seu limite ocidental são as margens do Lac Saint-Louis e o Lachine Rapids.
Ela tem uma área de 17.83 km² e uma população de 41.391 habitantes.

## Idiomas
- 65% - francês
- 25% - inglês
- 10% - Outras

## Personalidades
- Saul Bellow (1915-2005), prémio Nobel da Literatura de 1976